# Bodental-Ochsenberg
Koordinaten: 51° 42′ 3″ N, 8° 57′ 57″ O

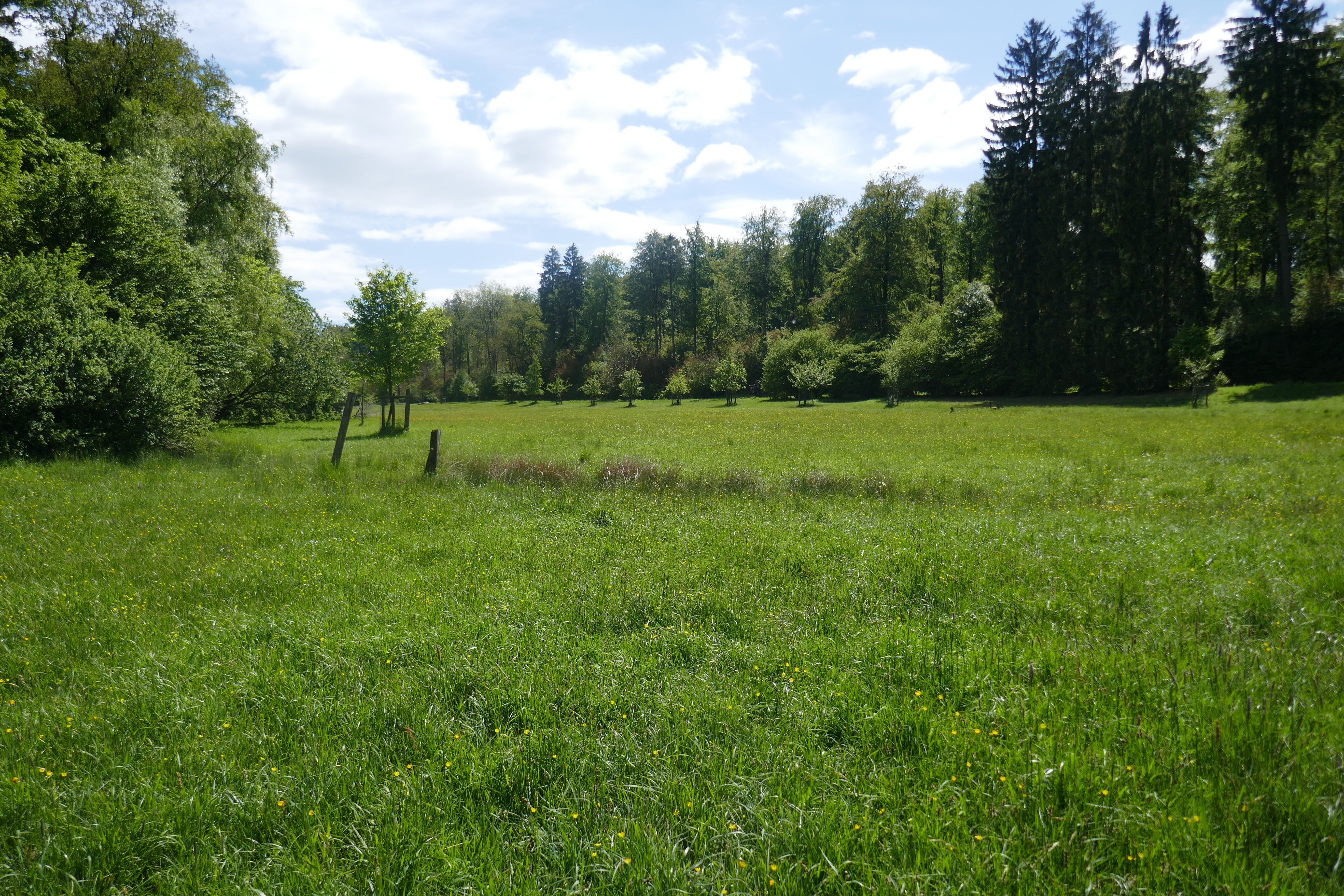
Naturschutzgebiet Bodental-Ochsenberg (Mai 2020)

Das Naturschutzgebiet Bodental-Ochsenberg liegt auf dem Gebiet der Gemeinde Altenbeken im Kreis Paderborn in Nordrhein-Westfalen.
Das Gebiet erstreckt sich südlich des Kernortes Altenbeken und östlich von Schwaney, einem Ortsteil von Altenbeken. Im Gebiet erhebt sich der 371 Meter hohe Ochsenberg, westlich verläuft die Landesstraße L 828 und fließt der Ellerbach, ein rechter Nebenfluss der Altenau.

## Bedeutung
Das etwa 104,9 ha große Gebiet wurde im Jahr 2021 unter der Schlüsselnummer PB-086 unter Naturschutz gestellt.